# Châtellerault
Châtellerault ([ʃa.tɛl.ʁo]ⓘ, en Poitevin-Santongés o parlanjhe: Chateleràud) es una ciudad y comuna francesa situada en la región de Nueva Aquitania y el distrito de Châtellerault. Es la capital de tres cantones.
El gentilicio en francés es châtelleraudais y sus lemas: La cité du bon accueil (la ciudad de la buena acogida) o La ville qui marche avec son temps («La ciudad que va con su tiempo»).
Por su población, Chatellerault es la segunda ciudad del departamento de Vienne con 31 537 habitantes en 2014, por detrás de Poitiers, prefectura del departamento. La ciudad de Chatellerault ocupa igualmente el puesto 240 entre las ciudades más pobladas de Francia.

## Etimología
El nombre de la ciudad proviene de su fundador, el vizconde Airaud que, en 952, decretó estas tierras como vizcondado de propiedad hereditaria y en las que construyó su castillo, Castrum Airaldi en latín. La contracción de estas dos palabras, Castrum Airaldi, evolucionó a Castel Airaud, posteriormente a Châtel Araud y finalmente al nombre actual Châtellerault.

## Geografía
Châtellerault, capital de distrito, es la segunda ciudad más grande del departamento de Vienne, después de Poitiers. Es cruzada por el río Vienne en su confluencia con los ríos Clain, Ozon (o Auzon) y el Envigne.
Varios puentes de la ciudad cruzan el Vienne, entre los cuales se encuentran:
- El puente Enrique IV, empezado a construir en el año 1565 y finalizado en 1609. Fue el puente más largo de Francia, 144 m de longitud, hasta la construcción del puente de Aviñón. A sus pies se encuentra la isla Cognet.
- El puente Camille de Hogues, de 1900 (primer puente francés construido enteramente de hormigón armado)
- El puente Lyautey, construido en los años 60.

La aglomeración urbana de Châtellerault incluye también la comuna de Cenon-sur-Vienne. En el censo de 1999 la población de la aglomeración era de 35 815 habitantes.

## Economía
La principal actividad industrial de la ciudad fue la fábrica de armamento. Creada en 1819 por decreto real de Luis XVIII, la fábrica de armas blancas de Châtellerault sustituyó a la de Klingenthal, en Alsacia, fundada un siglo, pero que se consideraba que estaba demasiado cercana a la frontera oriental. Fue el auténtico pulmón industrial de Châtellerault durante los siglos XIX y XX, la manufactura de armas ha dejado, durante 150 años, su huella en la ciudad y en su población. En 1819 la fábrica contaba con 700 trabajadores en 1819 y pasó a tener casi 8.000 un siglo después, apodados los "Manuchards" durante la Primera Guerra Mundial. Tras la guerra, el ejército francés quiso modernizarse porque su equipamiento estaba parcialmente anticuado. La ametralladora Chauchat no era fácil de montar y se atascaba con frecuencia. Así, en 1924 se instalaron en la ciudad las fáctorías que construirían armamento más moderno destinado al ejército de fusiles y metralletas. Las fábricas cerraron sus puertas en 1968.
Actualmente la villa tiene una pista de patinaje, el Museo Manu, una plataforma llamada Les 2 tours construida sobre dos antiguas chimeneas para la observación panorámica de la ciudad, el Centro de los Archivos del Armamento (CAA), la Escuela Nacional de Circo y varios pabellones de deporte.

## Historia
Fundada por el vizconde Airaud en el siglo X, un siglo más tarde, por alianzas, pasó a pertenecer a la familia Rochefoucault. En 1370, la ciudad sufrió el ataque y pillaje por parte de tropas bretonas de Bertrand del Guesclin. Ya durante el siglo XV, la ciudad se encuentra vinculada al ámbito real francés; en 1487 el rey Carlos VII la ofreció a Jean d'Armagnac y, unos años más tarde, en 1505, Anne de Francia, duquesa de Borbón, tomó posesión de la ciudad.
Durante este siglo XVI, fue elevada de vizcondado a condado, sufrió epidemias de peste negra, el ducado fue cedido al conde escocés James Hamilton que la confió a su hijo el conde d'Arran instaurando el protestantismo. En 1575, Châtellerault se convirtió en municipio. Unos años más tarde, en 1630, la ciudad volvió a sufrir una grave epidemia de peste.

## Alcaldes de Châtellerault
- 1605 - 1609 = Nicolas Deslandes
- 1609 - 1612 = Pierre Creuzé
- 1625 - 1630 = Pierre Bruneau sieur de Niorteau
- 1657 - 1661 = Louis Delaveau
- 1661 - 1665 = Jehan Massonneau sieur de la Bobinière
- 1665 - 1685 = Florent Massonneau
- 1694 - 1718 = Louis Bouin de Noiré
- 1718 - 1724 = Fortuné Faulcon
- 1727 - 1730 = Jacques Renault sieur de la Fuye
- 1762 - 1765 = Pierre Delavau de Treffort
- 1790 - 1791 = Philippe Préau de la Baraudière (ou Coulomière)
- 1791 - 1792 = Hippolyte Delavau de la Massonneau
- 1792 - 1816 = Pierre-Alexandre Faulcon-Rivière
- 1816 - 1821 = Robert-Augustin Creuzé
- 1830 - 1835 Pierre-François Martinet
- 1848 - 1863 = Eugène Delaveau de la Massardière
- 1871 - 1874 = Pierre-Aimé Arnaudeau
- 1896 - 1904 = Louis-Camille de Hogues
- 1904 - 1908 = Paul Eugène Papillault
- 1908 - 1910 = Charles Pillault
- 1910 - 1919 = Antoine-Admira Derouau
- 1919 - 1923 = Henri Roy
- 1923 - 1925 = Destouches
- 1925 - 1941 = Louis Ripault
- 1941 - 1944 = Robert Duthuzo
- 1944 = Joseph Aymard Colonel
- 1944 - 1953 = Louis Ripault
- 1953 - 1959 = Bernard Percevault Médecin
- 1959 - 1977 = Pierre Abelin
- 1977 - 1983 = Geneviève Abelin
- 1983 - 1997 = Édith Cresson
- 1997 - 2008 = Joël Tondusson
- 2008 = Jean-Pierre Abelin (Actualmente en el cargo)

## Demografía
| 7725 | 8193 | 8970 | 9183 | 9636 | 9695 | 11 584 | 12 433 | 14 084 | 14 210 | 14 278 | 15 606 | 18 053 | 18 280 | 17 402 | 22 522 | 20 014 | 20 801 | 18 180 | 18 260 | 17 600 | 17 720 | 17 704 | 19 369 | 22 809 | 23 583 | 27 079 | 35 337 | 37 080 | 35 838 | 34 678 | 34 126 | 33 993 |
| Para los censos de 1962 a 1999 la población legal corresponde a la población sin duplicidades (Fuente: INSEE [Consultar]) |      |      |      |      |      |        |        |        |        |        |        |        |        |        |        |        |        |        |        |        |        |        |        |        |        |        |        |        |        |        |        |        |

## Festivales
La ciudad organiza concursos y encuentros de globos aerostáticos reconocidos a nivel internacional.
También, desde 1994, acoge el Jazzellerault, festival anual de jazz que se celebra en el mes de junio.

## Monumentos y museos

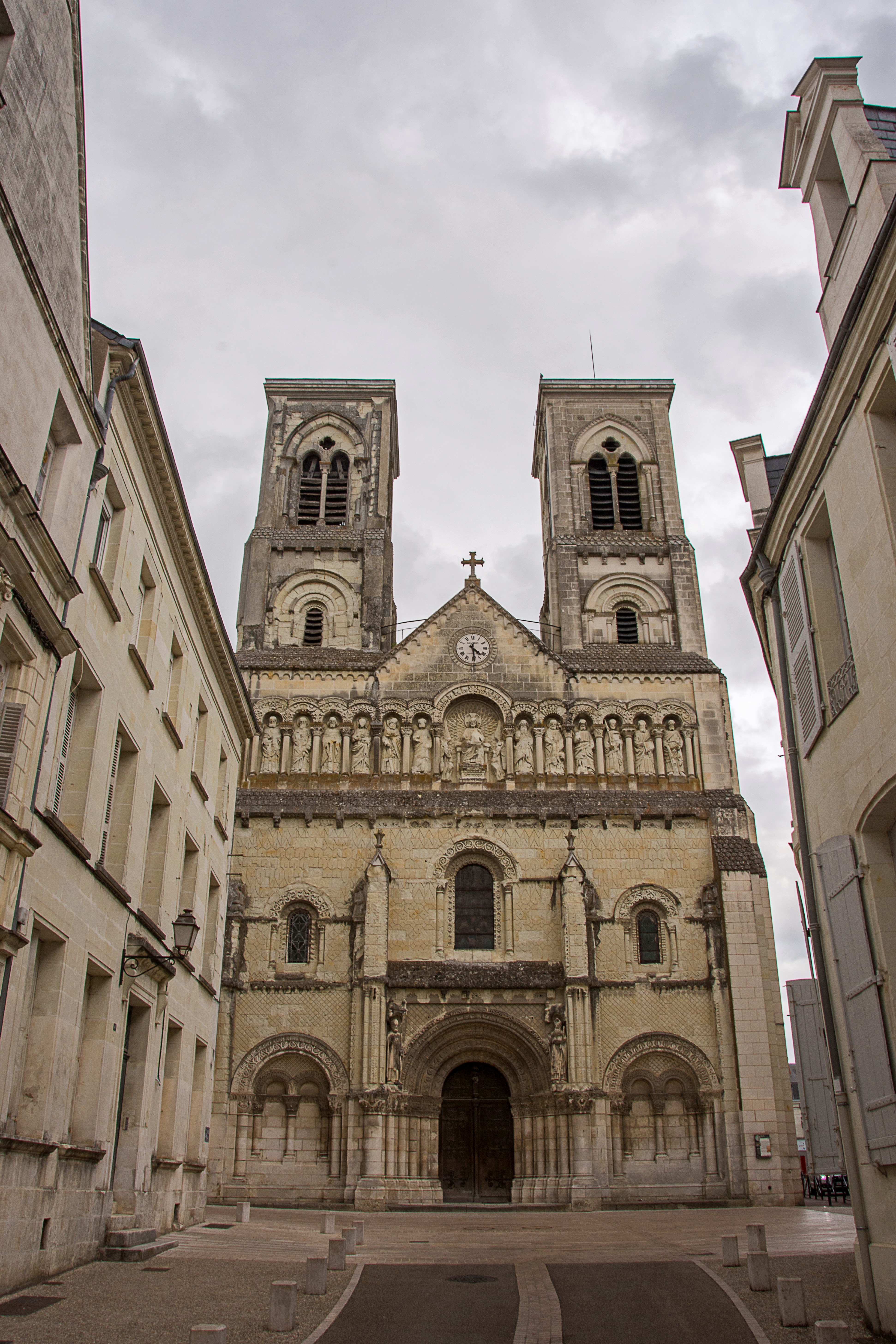
Vista de la fachada de la iglesia de Saint Jacques.

- El "Manu" museo del automóvil, motocicleta y bicicleta.
- El Museo Sully.
- Las iglesias de Saint Jacques, Saint-Jean-Baptiste, Saint-Jean-l'Évangéliste y Saint-Georges de Targé.
- El quiosco y la explanada François Mitterand.
- El puente Enrique IV y sus dos torres, atravesando el río Vienne.

## Heráldica
La ciudad posee dos escudos:

1º.

2º.

- 1º: De plata, un león rampante de sable.
- 2º: De plata, un león rampante de gules. Bordura de sable con roeles de oro.

## Personajes ilustres
- Leonor de Châtellerault: duquesa de Aquitania
- Jean II de Harcourt: vizconde de Châtellerault
- Clément Janequin: músico
- Christiane Martel: actriz y reina de belleza, Miss Châtellerault 1952 y Miss Universo 1953
- Jean-Pierre Thiollet: escritor
- Sylvain Chavanel: ciclista.

## Ciudades Hermanadas

- Kaya, Burkina Faso
- Velbert, Alemania

- Castellón de la Plana, España
- Molina de Segura, España

- Comté de Kent, Canadá
- Corby, Inglaterra
- Hamilton, Escocia
- Piła, Polonia